# Enigma nopții
Enigma nopții reprezintă cel de-al doilea album al formației t-Short. Înregistrările pentru acesta au fost focute între mai 1997 și mai 1998, lună în care a avut loc și lansarea oficială, sub egida propriei lor case de producție, „Short Music Productions”. Reprezintă primul album al formației care a beneficiat și de varianta pe CD. Carcasele, atât pentru caseta audio cât și pentru CD, au fost din carton, continuând tradiția începută cu un an înainte. Piesa „Spune-mi” a beneficiat de un videoclip, filmat special pentru postul de televiziune Atomic TV, cu ocazia lansării acestuia, iar melodia „Te rog, nu pleca!” a participat la Festivalul de la Mamaia, ediția 1998.
La acest album, formația t-Short a colaborat cu Daniel Alexandrescu de la K1, cu Drew Klein (care și-a compus versurile pe loc, în timpul înregistrărilor) și cu formația 3rei Sud Est. 
Piesa „Iubește-mă!” a apărut și pe compilația „Romanian Dance Revolution”, în noiembrie 1997. 

## Piese
1. Spune-mi
2. Îmi este dor
3. Te rog, nu pleca!
4. O veche amintire (feat. Drew Klein)
5. Iubește-mă!
6. Nu mă meritai (feat. Drew Klein)
7. Aripi să pot zbura (live Târgoviște 1997)
8. Balada (feat. Drew Klein)
9. Amintire
10. S.O.S.
11. Moarte (feat. Drew Klein)
12. Nimeni nu vrea (Enigma nopții)
13. Cât te iubesc (feat. 3rei Sud Est)
14. Hai, vino cu mine! (instrumental)
15. Preludiu românesc (instrumental)
16. Freestyle (feat. Drew Klein)
17. BONUS TRACK - Aripi să pot zbura¹

¹ — apărut doar pe CD